# Zerbin
Zerbin es una banda de indie rock canadiense tomando el nombre de su fundador, Jason Zerbin. Los otros dos miembros son el guitarrista Peter Mol y el batería Duran Ritz. El grupo se formó en Edmonton en 2009, pero se trasladó a la costa oeste de la Columbia Británica en 2012. Hasta la fecha han lanzado dos álbumes y un EP: Of Fools and Gold (2010), el EP Touch (2013) y Darling en 2015. También lanzó el sencillo "Worlds on Fire" ese mismo año de forma individual.
Zerbin recibió dos premios en el Edmonton Music Awards de 2012: el premio a Mejor video musical del Año y el premio a Mejor Sencillo del Año, por el sencillo "New Earth", siendo la canción más conocida de la banda. Actualmente ocupa el puesto número #51 en la lista de "Top 102 Mejores Canciones canadienses".

## Discografía

### Álbumes de estudio
| Año  | Detalles del Disco                                           |
| ---- | ------------------------------------------------------------ |
| 2010 | Of Fools and Gold - Lanzamiento: 2010                        |
| 2015 | Darling - Lanzamiento: 2015 - Discográficas: - Fontana North |

### Sencillos
| Año  | Sencillo        | Álbum             |
| ---- | --------------- | ----------------- |
| 2009 | In Your Arms    | Of Fools and Gold |
| 2010 | New Earth       | Touch EP          |
| 2013 | Take your heart | Touch EP          |
| 2014 | Lift            | Touch EP          |
| 2015 | Worlds on Fire  | Worlds on Fire    |
| 2015 | Darling         | Darling           |